# Sunter Jaya
Sunter Jaya is een kelurahan in het onderdistrict Tanjung Priok in het noorden van Jakarta, Indonesië. De wijk telt 75.463 inwoners (volkstelling 2010).